# Ernst Fastbom
Ernst Fastbom (né le 1er janvier 1871 à Stockholm; mort le 6 octobre 1940  à Stockholm) était un acteur, chanteur et dramaturge suédois.

## Filmographie
- 1924 Halta Lena och vindögda Per (1924) (sv)
- 1925 Skeppargatan 40 (sv)
- 1930 För hennes skull (sv)
- 1933 Halta Lena och vindögde Per (1933) (sv)
- 1933 Hemliga Svensson (sv)
- 1936 Äventyret (film, 1936) (sv)